# Episodi di United States of Tara (terza stagione)
La terza ed ultima stagione della serie televisiva United States of Tara, composta da 12 episodi, è stata trasmessa dal 28 marzo al 20 giugno 2011 sul canale statunitense Showtime.
In Italia è andata in onda dal 25 luglio al 3 ottobre 2011 su Mya, in chiaro è stata trasmessa su Italia 1 nelle notti del 26 aprile e 3 maggio 2014.
| nº | Titolo originale                                    | Titolo italiano                                  | Prima TV USA   | Prima TV Italia   |
| -- | --------------------------------------------------- | ------------------------------------------------ | -------------- | ----------------- |
| 1  | ...youwillnotwin...                                 | Tunonvincerai                                    | 28 marzo 2011  | 25 luglio 2011    |
| 2  | Crackerjack                                         | Brutto risveglio                                 | 4 aprile 2011  | 1º agosto 2011    |
| 3  | The Full Fuck You Finger                            | Voli rimandati                                   | 11 aprile 2011 | 8 agosto 2011     |
| 4  | Wheels                                              | Scheggia                                         | 18 aprile 2011 | 15 agosto 2011    |
| 5  | Dr. Hatteras' Miracle Elixir                        | Spiragli di luce                                 | 25 aprile 2011 | 22 agosto 2011    |
| 6  | The Road to Hell is Paved with Breast Intentions    | Rotta di collisione                              | 2 maggio 2011  | 29 agosto 2011    |
| 7  | The Electrifying & Magnanimous Return of Beaverlamp | Elettrizzante e magnanimo ritorno dei Beaverlamp | 9 maggio 2011  | 5 settembre 2011  |
| 8  | Chicken 'n' Corn                                    | Pulcino e il grano                               | 16 maggio 2011 | 12 settembre 2011 |
| 9  | Bryce Will Play                                     | Bryce entrerà in gioco                           | 23 maggio 2011 | 19 settembre 2011 |
| 10 | Train Wreck                                         | Incidente ferroviario                            | 6 giugno 2011  | 26 settembre 2011 |
| 11 | Crunchy Ice                                         | Granita                                          | 13 giugno 2011 | 3 ottobre 2011    |
| 12 | The Good Parts                                      | Le parti buone                                   | 20 giugno 2011 | 3 ottobre 2011    |

## Tunonvincerai
- Titolo originale: ...youwillnotwin...
- Diretto da: Craig Zisk
- Scritto da: Diablo Cody

### Trama
Le personalità di Tara fanno ritorno dopo diversi mesi di quiete. Lei non ricorda niente di cosa fanno durante le transizioni, ma in realtà Buck sta andando alla ricerca di Bryce, il fratellastro di cui non si hanno più tracce. Tara decide di tornare a frequentare l'università e di guadagnare quei pochi crediti che le mancano per ottenere il titolo di studio. Max è preoccupato per la decisione della moglie perché pensa che lo stress scatenerà i suoi alter ego e ricorda che in passato Tara aveva interrotto gli studi per un tentato suicidio. Dopo le iniziali difficoltà, Tara riesce a riprendere gli studi facendosi aiutare dai suoi alter ego. Nel frattempo, Charmaine accetta l'aiuto e il sostegno di Neil durante l'avanzamento della sua gravidanza, dopo aver attraversato un falso travaglio. Kate, che invece non vuole andare al college, è in cerca di un nuovo lavoro, ma la sua passata vita su Internet le è da ostacolo. Inoltre, Marshall e Lionel comprano insieme una videocamera per il loro corso di regia cinematografica.

## Brutto risveglio
- Titolo originale: Crackerjack
- Diretto da: Craig Zisk
- Scritto da: Dave Finkel, Brett Baer

### Trama
Appena va alla sua prima lezione di psicologia anormale, Tara ha una transizione in Shoshana e inizia a tenere una lezione ai suoi compagni di corso, per poi essere interrotta dal vero professore, il cinico dottor Hatteras, che approfitta del disagio di Tara per metterla in imbarazzo di fronte alla classe, nonché per esprimere il suo totale scetticismo riguardo al DDI. Intanto Marshall, Lionel e Noah, studenti del corso di regia cinematografica, si impegnano per realizzare un film che il loro pregiudizioso insegnante non dimenticherà facilmente. Nel frattempo, Max diventa titubante quando il suo più grande concorrente in giardinaggio, Larry, gli propone di vendere a lui la sua società. Infine accetta per poter avere un lavoro sicuro, ma è costretto a licenziare il suo migliore amico Neil, che non prende affatto bene la notizia, essendosi per di più appena trasferito da Charmaine per aiutarla a far nascere la bambina. Inoltre Kate, volendosi allontanare dai problemi di famiglia, trova l'occasione di abbandonare il paese per insegnare la lingua inglese in Giappone e lo annuncia ai genitori, ma l'idea lascia sia Max che Tara tutt'altro che entusiasti. Ma, dopo uno scontro fisico tra T e Kate, Tara dà alla figlia il permesso di partire.

## Voli rimandati
- Titolo originale: The Full Fuck You Finger
- Diretto da: Craig Zisk
- Scritto da: Rolin Jones

### Trama
Tara si occupa contemporaneamente di frequentare il college e organizzare la festa del nascituro per Charmaine, poco riconoscente e in preda all'ansia. Senza il tempo per riposare, gli alter ego di Tara prendono il controllo del suo corpo, con terribili conseguenze fisiche per Charmaine, che le inducono un travaglio prematuro. Intanto i piani di Kate di partire falliscono a causa di un disastro naturale in Giappone dovuto ad un terremoto, ma, dopo una conversazione con un'assistente di volo incontrata casualmente, la ragazza inizia a chiedersi se ci siano strade migliori da seguire senza abbandonare il paese. Nel frattempo, Max deve fare visita alla sua folle madre, Sandy, per avere una sua firma e vendere l'azienda familiare ad OrgaLawn. Pochi giorni dopo, Marshall va con Max a ripulire la casa della nonna e apprende da lei alcuni fatti sul passato di suo padre, che lo rendono preoccupato per la possibilità che quest'ultimo abbandoni la famiglia come ha fatto con Sandy.

## Scheggia
- Titolo originale: Wheels
- Diretto da: Penny Marshall
- Scritto da: Ron Fitzgerald

### Trama
Dopo essere entrata in travaglio, Charmaine viene portata in ospedale in ambulanza insieme a Tara. Charmaine dichiara che, quando sarà nata, terrà lontana la sua bambina dalle pazzie della sorella. Tara è inoltre in ansia per il suo imminente esame universitario e ciò fa irritare Max, che ritiene che lo studio non le sia d'aiuto. Stanca e frustata, Tara chiama a sé tutti i suoi alter ego e tenta di stringere con loro un accordo, fatto che il dottor Hatteras trova particolarmente interessante. Nel frattempo, Kate è bloccata in aeroporto ed è nervosa al pensiero di dover dire ai genitori di non essere partita per il Giappone. Marshall, Lionel e Noah approfittano della casa vuota di Charmaine per provare nuove ed eccitanti esperienze.

## Spiragli di luce

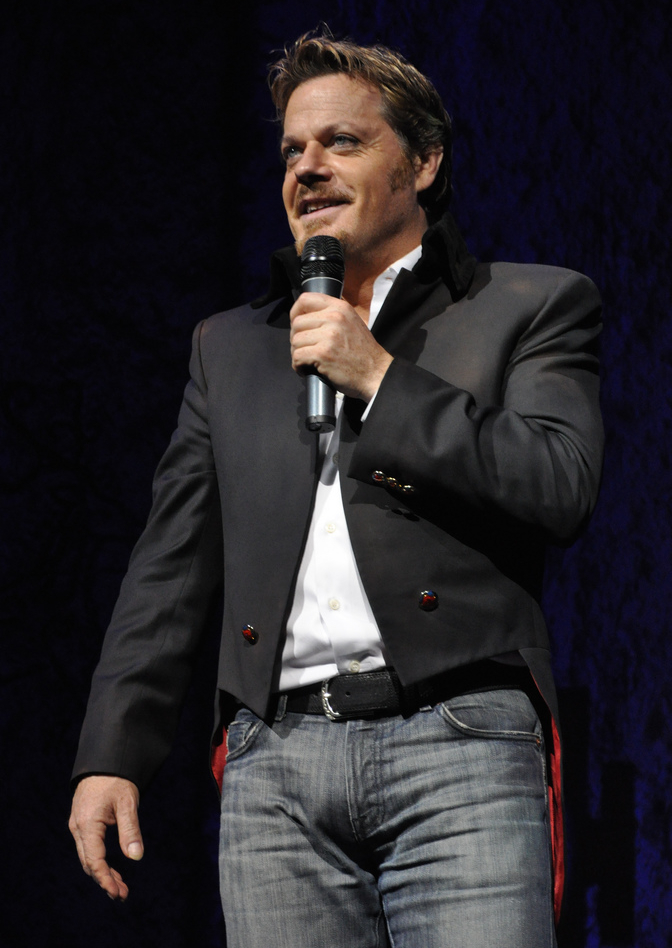
Eddie Izzard interpreta il dottor Hatteras

- Titolo originale: Dr. Hatteras' Miracle Elixir
- Diretto da: Penny Marshall
- Scritto da: Elizabeth Benjamin

### Trama
Tara tenta di lasciare la classe del dottor Hatteras, ma quest'ultimo si rifiuta di firmarle il modulo e le propone di seguirla per scrivere un saggio su di lei, che potrebbe essere la soluzione al suo disturbo. Dopo un'iniziale riluttanza, Tara accetta di partecipare a delle sedute con lui. Gli alter ego della donna sembrano aver accettato l'accordo stipulato in precedenza con Tara, e prendono o restituiscono il suo corpo secondo le sue volontà. Nel frattempo, i neogenitori Charmaine e Neil scoprono che crescere un figlio è più difficile di quanto sembri. Nonostante le offerte d'aiuto da parte di Tara, Charmaine rimane a lungo nella decisione di tenere la sorella lontana dalla bambina, ma infine cede dopo che lei si mostra più di una volta esperta su come trattare la neonata. Max ha problemi con il nuovo lavoro e si trova in disaccordo con il suo capo. Kate partecipa ad un corso di formazione per diventare assistente di volo. Lionel scopre che il rapporto tra Marshall e Noah sta diventando più intimo e tronca la sua relazione con lui, rendendo inoltre più labile la loro possibilità di partecipare al New York High School Film Festival.

## Rotta di collisione
- Titolo originale: The Road to Hell is Paved with Breast Intentions
- Diretto da: Jamie Babbit
- Scritto da: David Iserson

### Trama
Tara sembra fare progressi dopo aver stipulato l'accordo con gli alter ego, ma il dottor Hatteras scopre una sua nuova ed inquietante personalità riascoltando le registrazioni delle sedute di terapia. Con grande dispiacere di Tara e Charmaine, Neil invita la loro madre a fare visita alla nipotina, con l'obiettivo di ottenere da lei finanziamenti per le spese della bambina. Max è infelice per il suo nuovo lavoro, che lo costringe a fare cose che non vorrebbe fare. Nel frattempo Kate, assunta come assistente di volo, conosce un giovane uomo durante un volo e si infatua di lui, ma rimane sorpresa quando questo rifiuta un appuntamento con lei. Marshall inizia a girare insieme a Noah un cortometraggio sulla sua famiglia e sul disturbo della madre, con l'intenzione di presentarlo per il festival cinematografico di New York.

## Elettrizzante e magnanimo ritorno dei Beaverlamp
- Titolo originale: The Electrifying & Magnanimous Return of Beaverlamp
- Diretto da: Jamie Babbit
- Scritto da: Sheila Callaghan

### Trama
Si avvicina il compleanno di Max, e nello stesso giorno Charmaine intende organizzare una festa per la sua bambina. Tara si prende l'impegno di organizzare tutto mentre suo marito ricompone la sua vecchia band rock, i Beaverlamp, con l'intenzione di suonare alla festa. Nel frattempo Kate riesce a conquistare il pendolare di cui si era innamorata sull'aereo e Marshall litiga con il suo ragazzo Noah a causa dei suoi problemi familiari e va a confidarsi con Lionel. Tara sembra stare sempre meglio, quando il dottor Hatteras decide di interrompere i loro incontri a causa del suicidio di un suo ex paziente. Alla fine la festa riesce bene, ma mentre Tara mette le candeline sulla torta ha una transizione in un nuovo alter ego ed esce dalla festa senza essere vista, portando con sé una bottiglia di birra, che rompe su un'auto e con cui inizia a procurarsi profondi tagli sul braccio.

## Pulcino e il grano
- Titolo originale: Chicken 'n' Corn
- Diretto da: Craig Zisk
- Scritto da: Dave Finkel, Brett Baer

### Trama
Il film girato da Marshall viene accettato al festival cinematografico di New York, ma il ragazzo ci dovrà andare con suo padre, che ha il terrore di volare, in quanto Noah non ha i soldi per poterlo accompagnare. In città c'è la festa del raccolto e tutta la famiglia va in un campo di mais adibito a labirinto. Lì un uomo vestito da spaventapasseri per divertire i turisti spaventa Tara, causandole una transizione in Pulcino e facendola fuggire. Noah la trova in un capanno e Tara torna se stessa. Nel frattempo Kate continua a frequentare l'uomo conosciuto sull'aereo e intende presentarlo al padre all'arrivo a New York, ma lui ha portato con sé il figlio che crea scompiglio nella sala d'attesa e si comporta male con Kate. Alice va a trovare il dottor Hatteras senza che Tara lo sappia, avvertendolo del pericolo che tutte le personalità di Tara stanno correndo mostrandogli il taglio sul braccio, e dicendogli che Pulcino è sparita. Lo psicologo capisce che il pericolo viene da una nuova personalità di Tara di cui lui ha registrato qualche frase durante una seduta. Così decide di andare a parlarne con Tara, e la trova a casa da sola a tenere Ruote mentre Charmaine dedica un po' di tempo a se stessa. Tara ha una transizione mentre sta mettendo la bambina a letto, e quando torna se stessa si ritrova con la piccola su un pullman. Riesce a tornare a casa prima di Charmaine e decide di tornare nel campo di mais con lo psicologo. Lì dirà di sentire Pulcino che urla, e riesce ad arrivare nel capanno dove era stata il giorno prima. Il dottor Hatteras la segue e le sentirà dire che Pulcino è morta, uccisa dall'alter ego misterioso, in cui si trasforma subito dopo. Il nuovo alter ego è Bryce Craine, il fratellastro di Tara, che la sta cercando per ucciderla.

## Bryce entrerà in gioco
- Titolo originale: Bryce Will Play
- Diretto da: Adam Bernstein
- Scritto da: Rolin Jones

### Trama
Grazie al dottor Hatteras, Tara scopre di avere un nuovo alter ego molestatore che personifica il suo fratellastro Bryce. Quest'ultimo pian piano sta facendo sparire tutte le altre personalità di Tara: dopo aver ucciso Pulcino, infatti, è Shoshana a sparire. Lo psicologo decide di passare tutto il tempo che ha con lei, mentre Max e Marshall sono ancora a New York.
Charmaine ha una nuova amica, Abby, anche lei con dei figli, e finalmente ha qualcuno con cui parlare della sua condizione di neo-mamma. Tara ricomincia con gli psicofarmaci ma, ogni volta che ne prende uno, Bryce lo vomita. La vittima successiva di Bryce è Gimme: il dottor Hatteras trova Tara in cantina che pugnala l'impermeabile rosso che apparteneva al suo animalesco alter ego. Intanto al festival cinematografico viene proiettato il cortometraggio di Marshall e suo padre, che non sapeva di esserne il protagonista, si sente offeso dal ritratto che ne esce.
Kate nutre forti dubbi sulla sua relazione con Evan e Charmaine è convinta che il dottor Hatteras abbia preso sospettosamente a cuore Tara e la sua situazione. Durante una cena tra loro, Bryce cerca di uccidere lo psicologo mettendogli nella zuppa del granchio a cui è allergico. Il dottor Smolow, un collega del dottor Hatteras, intima a quest'ultimo di lasciar perdere il caso di Tara perché troppo complesso per lui, e dopo quest'episodio costringe Tara a lasciare il corso di psicologia anormale e a rivolgersi a dei professionisti.

## Incidente ferroviario
- Titolo originale: Train Wreck
- Diretto da: Bille Eltringham
- Scritto da: David Iserson, Sheila Callaghan

### Trama
Appena tornato da New York, Max viene messo al corrente del nuovo alter ego di Tara, la quale ora è costretta a sniffare gli psicofarmaci sbriciolati per non farli vomitare a Bryce. A scuola Marshall scopre che Lionel è morto in un incidente d'auto e ne è sconvolto. Tara per stargli vicino smette di prendere le pasticche che la riducevano come un vegetale, ma di conseguenza Bryce esce e non fa andare Tara al funerale. Max scopre che il dottor Hatteras ha abbandonato Tara dopo il tentato avvelenamento e Neil vieta a Charmaine di frequentare la sorella. Marshall e Kate si distanziano dalla famiglia: lui se ne va di casa e lei decide di avere un rapporto serio con il pendolare.

## Granita
- Titolo originale: Crunchy Ice
- Diretto da: Craig Zisk
- Scritto da: Ron Fitzgerald

### Trama
La scena si apre su delle famiglie felici: Kate con Evan, Marshall dalla nonna paterna, Charmaine e Neil con la loro bambina.
A casa di Tara invece la situazione è sempre la stessa: Bryce ha il possesso del corpo per quasi tutto il tempo e continua a fare il bullo, uccidendo nella sua testa prima Buck, poi T. Neil e Charmaine non sopportano più la testardaggine di Max, che si oppone fortemente al ricovero di Tara in una clinica. Tutta la famiglia si riunisce per cercare di far tornare Tara in sé portandola nei suoi posti preferiti, ma nulla sembra funzionare. Tra le vecchie riviste di Buck, Neil trova l'annuncio del decesso del vero Bryce Craine, morto suicida nove anni prima in un ospedale psichiatrica, e porta Tara e Max alla sua tomba. L'alter ego Bryce non viene scalfito da questa rivelazione e durante una discussione con Marshall uccide Alice e poi torna finalmente se stessa. Alla fine Max la porta in clinica per il bene della sua famiglia, ma mentre sono in viaggio lei esce dalla macchina e tenta il suicidio gettandosi da un ponte.

## Le parti buone
- Titolo originale: The Good Parts
- Diretto da: Craig Zisk
- Scritto da: Dave Finkel, Brett Baer

### Trama
Max si è gettato dal ponte appresso a Tara ed entrambi sono finiti nel fiume. Nella sua testa, Tara affronta Bryce e lo affoga, perciò spera che lui sia sparito per sempre. Dopodiché, Tara e il marito prendono la decisione di andare alla clinica di Boston consigliata dal dottor Hatteras. Neil e Charmaine si trasferiscono a Huston e decidono finalmente di sposarsi. Evan chiede a Kate di andare a St. Louise con lui, ma lei decide di rimanere a vivere a casa con Marshall. Max, esasperato dalla situazione che sta vivendo, sfoga la sua rabbia durante la cena in cui si è riunita tutta la famiglia, ma continua a sostenere sua moglie. Prima di partire per la clinica Tara cerca di recuperare il rapporto con Marshall portandolo al monumento commemorativo per Lionel. È il giorno della partenza di Tara: poco prima di salire in macchina la donna vede T, Alice e Buck seguirla nel viaggio, malconci ma ancora vivi nella sua mente.